# Чемпионат мира по лёгкой атлетике в помещении 2025
19-й Чемпионат мира по лёгкой атлетике в помещении прошёл с 21 по 23 марта 2025 года в Нанкине (Китай). Соревнования прошли в нанкинском Молодёжном олимпийском спортивном парке. Изначально чемпионат должен был состояться в 2020 году, но турнир был отложен ввиду пандемии Covid-19. Впоследствии 18-й чемпионат был проведён в сербском Белграде в 2022 году, а Нанкин получил право на организацию следующего чемпионата мира в помещении.

## Участники
Планируется участие 576 спортсменов из 127 стран.
- Алжир (1)
- Ангола (1)
- Антигуа и Барбуда (1)
- Аргентина (1)
- Армения (1)
- Австралия (22)
- Австрия (2)
- Багамские Острова (5)
- Бангладеш (1)
- Барбадос (4)
- Бельгия (4)
- Бенин (1)
- Боливия (1)
- Бразилия (17)
- Виргинские Острова (Великобритания) (2)
- Болгария (3)
- Буркина-Фасо (2)
- Канада (14)
- Чили (2)
- Китай (35)
- Китайский Тайбэй (1)
- Острова Кука (1)
- Хорватия (2)
- Куба (3)
- Кипр (1)
- Чехия (10)
- Дания (2)
- Доминика (1)
- Египет (3)
- Сальвадор (1)
- Эритрея (1)
- Эстония (6)
- Эсватини (1)
- Эфиопия (13)
- Микронезия (1)
- Фиджи (1)
- Финляндия (5)
- Франция (11)
- Французская Полинезия (1)
- Грузия (1)
- Германия (8)
- Гана (2)
- Великобритания (13)
- Греция (5)
- Гуам (1)
- Гайана (1)
- Гондурас (1)
- Гонконг (1)
- Венгрия (13)
- Индия (1)
- Иран (1)
- Ирак (1)
- Ирландия (7)
- Израиль (2)
- Италия (23)
- Кот-д’Ивуар (2)
- Ямайка (23)
- Япония (13)
- Кения (10)
- Кирибати (1)
- Кувейт (2)
- Кыргызстан (1)
- Лаос (1)
- Латвия (3)
- Либерия (1)
- Литва (2)
- Люксембург (2)
- Макао (1)
- Мадагаскар (1)
- Мальдивы (1)
- Мали (1)
- Мальта (1)
- Маврикий (1)
- Мексика (1)
- Марокко (3)
- Мозамбик (1)
- Намибия (1)
- Науру (1)
- Непал (1)
- Нидерланды (6)
- Новая Зеландия (11)
- Нигер (1)
- Нигерия (10)
- Северные Марианские Острова (1)
- Норвегия (4)
- Оман (1)
- Папуа — Новая Гвинея (1)
- Парагвай (1)
- Перу (1)
- Филиппины (1)
- Польша (14)
- Португалия (7)
- Пуэрто-Рико (3)
- Катар (1)
- Республика Конго (1)
- Румыния (5)
- Руанда (1)
- Сент-Люсия (1)
- Сент-Винсент и Гренадины (1)
- Самоа (1)
- Сенегал (1)
- Сербия (6)
- Сейшельские Острова (1)
- Сингапур (1)
- Словакия (5)
- Словения (1)
- Соломоновы Острова (1)
- ЮАР (5)
- Республика Корея (1)
- Испания (13)
- Шри-Ланка (3)
- Швеция (11)
- Швейцария (13)
- Таджикистан (1)
- Танзания (1)
- Тонга (1)
- Тринидад и Тобаго (2)
- Турция (4)
- Туркменистан (1)
- Уганда (2)
- Украина (7)
- США (71)
- Виргинские Острова (США) (1)
- Уругвай (1)
- Узбекистан (1)
- Вануату (1)
- Зимбабве (1)